# Pembroke's Men
Pembroke's Men, eigenlijk The Earl of Pembroke's Men, was een Engels toneelgezelschap in het elizabethaanse tijdperk. De groep stond onder het beschermheerschap van Henry Herbert, 2e graaf van Pembroke en de derde echtgenoot van Mary Sidney.
Mogelijk reisde het gezelschap al rond in de jaren 1580, maar een eerste zekere vermelding komt voor in 1592. Aangenomen wordt dat William Shakespeare in de vroege jaren 90 voor het gezelschap werkte als acteur en schrijver. De naam van het gezelschap wordt vermeld op de vroegste uitgave van Shakespeares stuk Henry VI, part 3 uit 1595. Op de titelpagina van Titus Andronicus in de eerste quarto-uitgave staat de naam van de groep ook vermeld, overigens evenals die van Lord Strange's Men (destijds opererend onder de naam Derby's Men) en de Sussex's Men. De vermelding van meerdere groepen is ongebruikelijk, omdat een stuk gewoonlijk aan slechts een gezelschap of impresario werd verkocht. Mogelijke oorzaak waren de moeilijke omstandigheden waaronder de groepen zich in de vroege jaren 90 staande moesten zien te houden: een pestepidemie was er de oorzaak van dat in en rond Londen geen voorstellingen konden worden gegeven en men dus gedwongen was rond te reizen en er het beste van te maken.
Het gezelschap was destijds geassocieerd met leden van Lord Strange's Men en de Admiral's Men, die in 1591 al hadden samengewerkt in het theater The Rose van Philip Henslowe. De tournees in 1592 en 1593 waren niet succesvol. In een brief van Henslowe aan zijn partner en schoonzoon, de acteur Edward Alleyn, vermeldt dat het gezelschap terug was in Londen,  maar zodanig in moeilijkheden verkeerde dat het de kostuums had moeten belenen. In de jaren 1595 en 1596 reisde het gezelschap overigens weer rond. 
In februari 1597 tekende het gezelschap een contract met de theaterondernemer en impresario Francis Langley. Zij zouden vanaf dat moment gaan optreden in diens nieuwe theater The Swan. Korte tijd later deed zich een noodlottig incident voor. In juli van dat jaar voerden zij een stuk op van Ben Jonson en Thomas Nashe getiteld The Isle of Dogs. De voorstelling veroorzaakte een dusdanig schandaal dat de autoriteiten eisten dan alle theaters ogenblikkelijk gesloten moesten worden en zelfs moesten worden afgebroken. De precieze aanleiding voor de verontwaardiging is onbekend, omdat het stuk in zijn geheel verloren is gegaan, maar aangenomen wordt dat het beledigende teksten bevatte in de richting van (leden van) de hofhouding of zelfs de koningin zelf. Ben Jonson en andere leden van het gezelschap werden gearresteerd en gevangengezet. Nashe wist aan arrestatie te ontkomen door de stad te ontvluchten. 

De dreigende afbraak van de theaters ging echter niet door en na de zomer konden er weer voorstellingen worden gegeven. Op 11 oktober heropende het theater The Rose, waar de Admiral's Men optraden. Daarnaast kreeg ook het gezelschap Lord Chamberlain's Men in The Curtain officieel toestemming. Langley mocht zijn theater The Swan echter niet meer heropenen. Mogelijk werd hij extra bestraft omdat hij al met de autoriteiten in onmin verkeerde over illegale diamantenhandel. Zijn gezelschap was echter contactueel aan hem gebonden en de spelers van Pembroke's Men waren dus brodeloos. Het gezelschap viel daardoor uiteen. De beste acteurs sloten zich aan bij Henslowes Admiral's Men.
Langley verzette zich nog wel tegen de contractbreuk, maar kwam uiteindelijk tot een vergelijk met  Henslowe. Het overblijfsel van Pembroke's Men, aangevuld met vervangers, reisde nog rond tussen 1597 en 1599. In oktober 1600 gaven zij nog twee voorstellingen in The Rose, zonder veel succes, waarna het gezelschap ophield te bestaan.